# Baeocistina
La baeocistina es un alcaloide triptamínico aislado del hongo Psilocybe baeocystis. Se ha encontrado como componente menor de otros hongos, como la psilocibina, norbeocistina, y psilocina. Fue sintetizado por Troxler et al. en 1959. Es el derivado desmetilado de la psilocibina.